# Curimopsis paleata
Curimopsis paleata är en skalbaggsart som först beskrevs av Wilhelm Ferdinand Erichson 1846.  Curimopsis paleata ingår i släktet Curimopsis, och familjen kulbaggar. Arten är reproducerande i Sverige.

## Bildgalleri

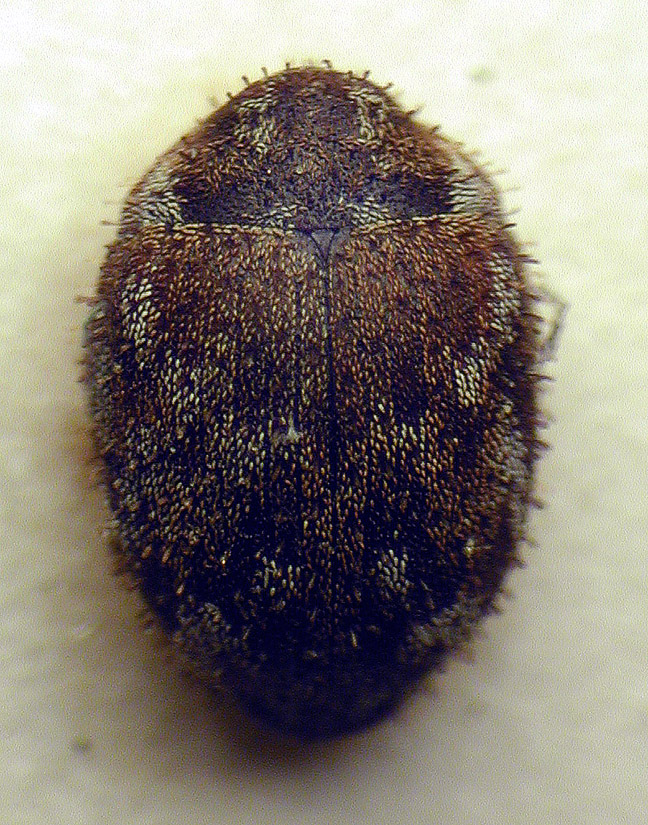